# Mike Trout
Michael Nelson „Mike“ Trout, Spitzname The Millville Meteor, (geboren am 7. August 1991 in Vineland, New Jersey) ist ein US-amerikanischer professioneller Baseballspieler auf der Position des Center Fielders bei den Los Angeles Angels of Anaheim in der Major League Baseball (MLB). Trout war 2014, 2016 und 2019 der Most Valuable Player (MVP)  in der American League (AL). Zudem ist er fünfmaliger MLB All-Star und wurde zweimal zum MVP des MLB All-Star Game gekürt. Sein 2019 mit den Angels geschlossener Vertrag über 12 Jahre mit einem Gesamtvolumen von 426 Mio. US-Dollar ist nach dem Vertrag von Patrick Mahomes der zweithöchstdotierte in der Geschichte des nordamerikanischen Profisports.
Trout wurde von den Angels als Draft-pick in der ersten Runde als 25. Pick gezogen und hatte einen kurzen Spieleinsatz in der MLB Saison 2011. In der darauffolgenden Saison wurde Trout Teil des aktiven Rosters der Angels und gewann in derselben Saison den Rookie of the year Award der MLB.
Mike Trout hat die American League (AL) in seinen ersten fünf vollen Saisons mit dem höchsten WAR-Score (Wins Above Replacement) angeführt.
Trout gilt als eines der größten Talente  der Liga und zählt bereits heute zu den besten Baseballspielern der gesamten MLB.